# Jean Coleman

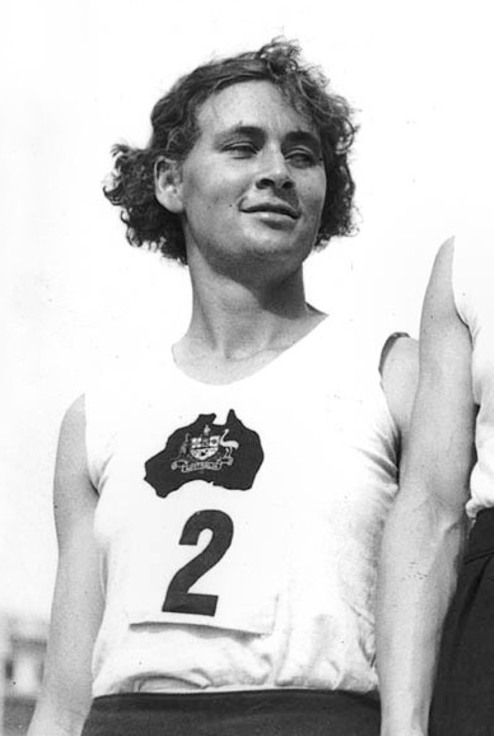
Jean Coleman, British Empire Games 1938

Jean Coleman (* 9. November 1918; † 13. Dezember 2008) war eine australische Sprinterin.
Bei den British Empire Games 1938 in Sydney gewann sie Silber über 220 Yards und Gold in der 440-Yards- sowie in der 660-Yards-Staffel.
1937 wurde sie Australische Meisterin über 440 Yards, 1940 über 220 Yards. Am 13. Januar 1939 stellte sie mit 25,0 s ihre persönliche Bestzeit über 220 Yards auf (entspricht 24,9 s über 200 m).